# Hochschule für Musik Detmold
Die Hochschule für Musik Detmold ist eine Musikhochschule in Detmold in Nordrhein-Westfalen und wurde im Jahr 1946 unter dem Namen Nordwestdeutsche Musikakademie Detmold gegründet. Das Hauptgebäude befindet sich im Neuen Palais an der Neustadt 22. Die Zahl der Studierenden im Sommersemester 2023 betrug 638. Der Einfluss auf den Kulturbetrieb von Detmold und Umgebung ist erheblich: Es finden unter Beteiligung von Studierenden und Lehrenden rund 450 Konzerte pro Jahr statt.

## Studiengänge
An der Hochschule erfolgt die Ausbildung zum Komponisten, Orchestermusiker, Pianisten, Opern-, Lied- und Oratoriensänger, zum Dirigenten, zum Kirchenmusiker und zum Gesangs- und Instrumentalpädagogen. Außerdem besteht die Möglichkeit, Schulmusik für die Lehrbefähigung am Gymnasium sowie der Gesamtschule sowie Elementare Musikpädagogik und Singen mit Kindern zu studieren; weiterhin gibt es die beiden Tonmeister-Studiengänge „Musikübertragung/Tonmeister“ und „Musikregie/Tonmeister“ am  Erich-Thienhaus-Institut (ETI). Darüber hinaus bestehen Aufbau- und Zusatzstudiengänge zur Weiterbildung, darunter auch der erste an einer deutschen Hochschule eingerichtete Masterstudiengang Musikvermittlung / Musikmanagement. In Kooperation mit der HfM Detmold bietet die Universität Paderborn am Standort Detmold Bachelor- und Masterstudiengänge im Fach Musikwissenschaft an.

## Aufbau und Struktur

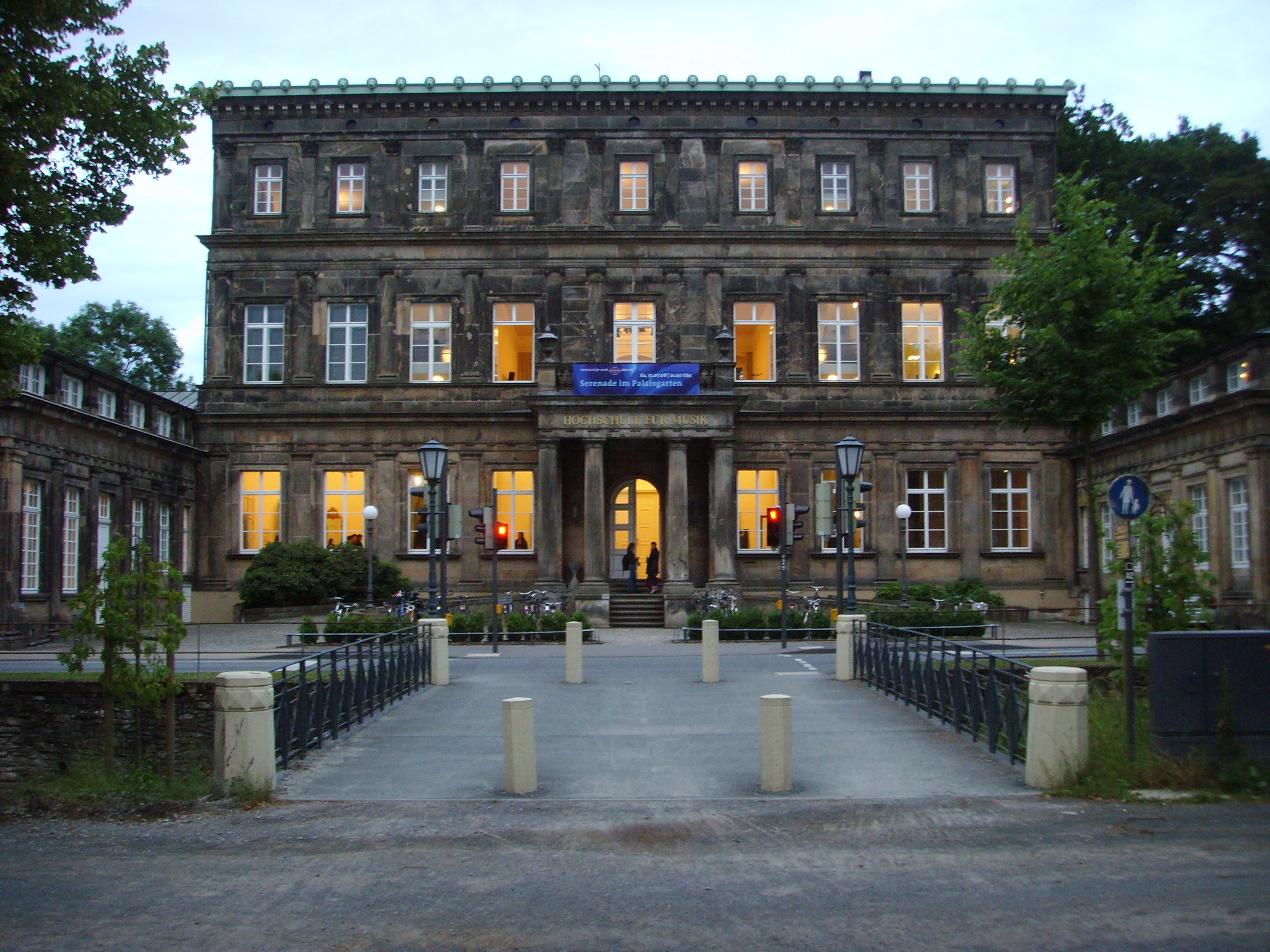
Hauptgebäude der Hochschule im Palais, Juni 2008

Rektor der Musikhochschule ist seit dem Wintersemester 2014 Thomas Grosse, der im April 2014 vom Senat der Hochschule für eine erste Amtszeit von sechs Jahren gewählt wurde, im Dezember 2019 wurde er für eine weitere Amtszeit wiedergewählt. Hans Bertels ist seit Mai 2007 Kanzler der Hochschule.
Seit Dezember 2006 existiert die Stiftung der Hochschule für Musik Detmold zur Finanzierung außergewöhnlicher Aktivitäten. Die Stiftung hatte im Sommer 2013 ein Vermögen von einer Million Euro erreicht.
Das seit 1977 als eigenständige Einrichtung bestehende Musikwissenschaftliche Seminar Detmold/Paderborn ist seit 1991 in gemeinsamer Trägerschaft der Hochschule für Musik Detmold und der Universität Paderborn institutionalisiert.
Das 2013 gegründete Zentrum für Musik- und Filminformatik (ZeMFI) ist der Wissenschaft und Ausbildung in der interdisziplinären Überschneidung von Informatik, Musik und Medienproduktion gewidmet. Es wird gemeinsam von der Technischen Hochschule OWL (THOWL) und der Musikhochschule betrieben.
Die Bibliothek der Hochschule für Musik Detmold befindet sich als gemeinsame Musikbibliothek der Hochschule für Musik, des Musikwissenschaftlichen Seminars und der Lippischen Landesbibliothek seit 2015 in einem eigenen Neubau auf dem Detmolder „FORUM Wissenschaft | Bibliothek | Musik“.

## Detmolder Jungstudierenden-Institut

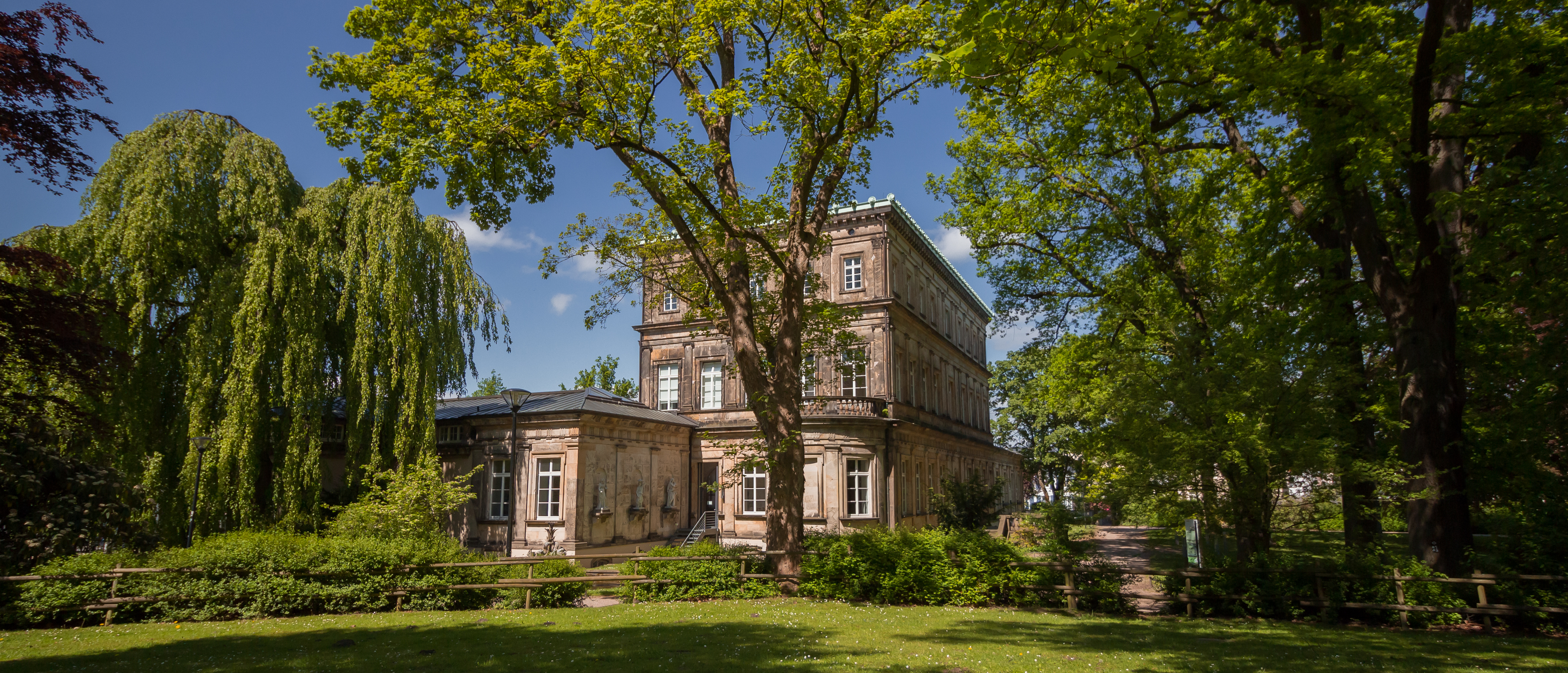
Das Hauptgebäude, vom Palaisgarten aus gesehen

Eine wichtige Einrichtung der Musikhochschule ist das Detmolder Jungstudierenden-Institut, kurz DJI genannt, in dem junge Nachwuchstalente für ein Musikstudium vorbereitet werden. Das DJI strebt eine möglichst frühzeitige, hoch qualifizierte und umfassende Förderung von musikalisch hochbegabten Kindern und Jugendlichen an. Der Unterricht der Jungstudierenden findet in einem vierzehntäglichen Rhythmus an Wochenenden statt. Er beginnt am Freitagnachmittag und wird am Samstag fortgesetzt. Der Stundenplan beinhaltet unter anderem Chorsingen, Kammermusik, ein musikwissenschaftliches Seminar, Tonsatz/Gehörbildung und Improvisationstraining. Außerdem findet in einer eigenen Konzertreihe des DJI, die Sprungbrett genannt wird, an jedem ersten Sonntag des Monats während des Hochschulsemesters ein Konzert im Brahmssaal statt. Hierdurch soll den Studierenden des DJI ein geeigneter Rahmen für ein Auftrittstraining gegeben werden.

## Forschung am Erich-Thienhaus-Institut
Schwerpunkte der Forschung am ETI liegen aktuell auf den Gebieten Akustik der Musikinstrumente, insbesondere des Fagotts und der Singstimme, Audiotechnik, Musikergesundheit und Interaktion von Raum-Musikerin/Musiker und Hörerin/Hörer.
Im Bereich Forschung kooperiert das ETI mit deutschen und internationalen Musikhochschulen, Universitäten und Hochschulen. In den Bereichen Musikwissenschaft (Universität Paderborn), Akustik und Signalverarbeitung (RWTH Aachen) sowie Musikalische Akustik (Institut für Wiener Klangstil) gibt es gemeinsame Forschungsprojekte sowie Masterarbeiten und Promotionen. Im Rahmen des DEGA-Fachausschusses „Musikalische Akustik“ und des VDT-Referats „Forschung und Entwicklung“ werden Seminare und Symposien zu aktuellen Themen abgehalten. In den letzten Jahren wurden mehrere EU-Projekte (Marie Curie Integrated Training Network) und DFG-geförderte Projekte durchgeführt.

## Geschichte
Nach ersten Planungen im Jahr 1944 wurde die Hochschule 1946 als Nordwestdeutsche Musikakademie Detmold gegründet. Am 1. Oktober 1946 nahm sie den Lehrbetrieb auf. 1956 erfolgte die Erweiterung des Namens auf Nordwestdeutsche Musikakademie Detmold, Staatliche Hochschule für Musik. Nachdem die Hochschulen in Münster und Dortmund mit der Detmolder Hochschule zusammengelegt worden waren, gab es 1972 eine erneute Namensänderung in Staatliche Hochschule für Musik Westfalen-Lippe. Nordwestdeutsche Musikakademie Detmold. Entsprechend trugen die anderen Institute den Namen Staatliche Hochschule für Musik Westfalen-Lippe. Abteilung Münster bzw. Abteilung Dortmund. Im Jahr 1987 wurde  der heutige Name Hochschule für Musik Detmold eingeführt. Im Jahr 2004 kam es zu einer erneuten Umstrukturierung, bei der die Abteilung Münster als Musikhochschule Münster der Westfälischen Wilhelms-Universität Münster angegliedert und die Abteilung Dortmund aufgelöst wurde.
Nach ihrer Gründung suchte die Nordwestdeutsche Musikakademie nach geeigneten Unterrichtsräumen. Bereits seit 1946/1947 fand in einigen Räumen des Neuen Palais‘, die der Musikakademie vom Lippischen Landesmuseum überlassen worden waren. Nach langwierigen Verhandlungen zwischen der Detmolder Museumsleitung und den Gründern der Akademie konnte die Hochschule das Neue Palais ab dem 24. Januar 1954 komplett für ihre Zwecke nutzen.
Zuvor waren einige Umbauten notwendig, um das historische Gebäude als Musikhochschule nutzen zu können. Durch Herausnahme von Zwischenwänden wurden einige Räume vergrößert. Am Eingang entstand ein großzügiges Foyer und im Keller wurde Platz für eine Mensa geschaffen. 2004 bis 2006 erfolgte eine Renovierung sämtlicher Unterrichtsräume und das Gebäude bekam eine Aufzugsanlage und einen Wintergarten. Im Zuge der Umbauarbeiten wurden zahlreiche historische Deckenmalereien und Fußböden freigelegt, die restauriert werden konnten.

## Absolventen (Auswahl)
- Erich Andreas (1928–2011), Pianist
- María Bayo (* 1961), Opern- und Konzertsängerin
- Boris Böhmann (* 1964), Kirchenmusiker
- Madeleine Carruzzo (* 1956), Violinistin
- Mirijam Contzen (* 1976), Violinistin
- Ingeborg Danz (* 1961), Konzertsängerin
- Friedhelm Flamme (* 1963), Organist, Chorleiter, Musikwissenschaftler und Hochschullehrer
- Zsolt Gárdonyi (* 1946), Komponist, Organist und Hochschullehrer
- Christoph Grohmann (1955–2023), Kirchenmusiker, Orgeldozent und Konzertorganist
- Klaus Hashagen (1924–1998), Komponist
- Uwe Heilmann (* 1960), Tenor
- Janina Hollich (* 1988), Gesangspädagogin und Sängerin
- Werner Hollweg (1936–2007), Opernsänger (Tenor) und Opernregisseur.
- Heidrun Holtmann (* 1961), Pianistin
- Heinz Hoppe (1924–1993), Opernsänger
- Xenia Jankovic (* 1958), Cellistin
- Hans-Hermann Jansen (* 1960), Träger des Bundesverdienstkreuzes am Bande und der Heinz-Krekeler-Medaille
- Wolfgang Kaiser (1929–2020), Pianist
- Matitjahu Kellig (* 1949), Pianist und Hochschullehrer
- Dieter Klöcker (1936–2011), Klarinettist und Dirigent
- Carsten Klomp (* 1965), Kirchenmusiker, Komponist und Hochschullehrer
- Manfred Kluge (1928–1971), Komponist
- Sándor Kónya (1923–2002), Opernsänger
- Thomas Krämer (* 1952), Musiktheoretiker
- Helmut Kretschmar (* 1928), Konzertsänger
- Renate Kretschmar-Fischer (1925–2016), Pianistin
- Hermann Kreutz (1931–2021), Kirchenmusiker und Chorpädagoge
- Peter Kreutz (* 1960), Pianist und Hochschullehrer
- Hanns-Ulrich Kunze (* 1931), Pianist und Hochschullehrer
- Walter Mengler (1952–2016), Cellist
- Thomas Meyer-Fiebig (* 1949), Komponist
- Kord Michaelis (* 1966), Kirchenmusiker und Landeskirchenmusikdirektor
- Diether de la Motte (1928–2010), Musiker und Komponist
- Geoffrey Moull, kanadischer Dirigent
- Peter Overbeck (* 1963), Tonmeister, Musikwissenschaftler und Musikjournalist
- Emil Platen (* 1925), Musikwissenschaftler und Dirigent
- Christoph Richter (* 1957), Cellist
- Roland Riese (* 1960), deutscher Politiker (FDP)
- Peter Rocholl (* 1929), deutscher Fernsehjournalist
- Gerhild Romberger, deutsche Konzertsängerin
- Heinrich Schiff (1951–2016), Cellist
- Friedrich Wilhelm Schnurr (1929–2017), Pianist
- Helmut Schröder (* 1949), Organist, Pianist und Musikpädagoge
- Vera Schwarz (1929–1980), Cembalistin
- Matthias Siedel (1929–1991), Komponist und Hochschullehrer
- Roland Spremberg (* vor 1986), Musiker, Produzent und Songwriter
- Klaus Storck (1928–2011), Cellist
- Joachim Thalmann (* 1953), Musikwissenschaftler
- Michael Timm (* 1954), Sänger
- Wolfgang Trommer (1927–2018), Dirigent
- Dina Ugorskaja (1973–2019), Pianistin
- Jürgen Ulrich (1939–2007), Komponist und Hochschullehrer
- Gilbert Varga (* 1952), Reifeprüfung Violine (1970), Dirigent
- Alexander Wagner (1926–2019), Komponist und Chordirigent
- Helmut Wessel-Therhorn (1927–2012), Dirigent
- Hans Wollschläger (1935–2007), Schriftsteller und Literaturkritiker
- Cornelia Wulkopf (* 1952), Sopranistin
- Gerd Zacher (1929–2014), Komponist, Organist und Musikschriftsteller
- Karlheinz Zöller (1928–2005), Flötist

## Ehemalige und gegenwärtige Lehrer  (Auswahl)
- Gerhard Allroggen
- Stanislav Anischenko
- Heike Arnold-Joppich
- Eckart Besch
- Günter Bialas
- Georg Christoph Biller
- Otfried Büsing
- Madeleine Carruzzo
- Thomas Christian
- Heinrich Creuzburg
- Christian-Friedrich Dallmann
- Lukas David
- Eugen M. Dombois
- Johannes Driessler
- Eckhard Fischer
- Arno Forchert
- Wolfgang Fortner
- Alexander Gebert
- Werner Genuit
- Rebecca Grotjahn
- Irene Güdel
- Benedikt Haag
- Conrad Hansen
- Janina Hollich
- Frederick Husler
- Nobuko Imai
- Peter Jacoby
- Xenia Jankovic
- Hans-Hermann Jansen
- Koh Gabriel Kameda
- Matitjahu Kellig
- Rudolf Kelterborn
- József Kiss
- Giselher Klebe
- Richard Rudolf Klein
- Dieter Klöcker
- Anne Kohler
- Helmut Kretschmar
- Renate Kretschmar-Fischer
- Peter Kreutz
- Rüdiger Krüger
- Hanns-Ulrich Kunze
- Irmgard Lechner
- Silke Leopold
- Fabien Lévy
- Hartmut Lindemann
- Theo Lindenbaum
- Florian Ludwig
- Dietrich Manicke
- Ulrike-Anima Mathé
- Paul Meisen
- Walter Meuter
- Jost Michaels
- Hans Münch-Holland
- Wilhelm Maler
- Andreas Münzmay
- André Navarra
- Ortwin Nimczik
- Božo Paradžik
- Alfredo Perl
- Christoph Poppen
- Roland Pröll
- Monika Quistorp
- Thomas Quasthoff
- Kurt Redel
- Martin Christoph Redel
- Hans Richter-Haaser
- Malte Sachsse
- Ilja Scheps
- András Schiff
- Klaus Schilde
- Karl-Heinz Schlüter
- Hans-Peter Schmitz
- Ernst Klaus Schneider
- Friedrich Wilhelm Schnurr
- Godelieve Schrama
- Walter Steffens
- Martin Stephani
- Norbert Stertz
- Max Strub
- Joachim Thalmann
- Erich Thienhaus
- Kurt Thomas
- Antje Tumat
- Helmut Tramnitz
- Anatol Ugorski
- Jürgen Ulrich
- Kerstin Unseld
- Tibor Varga
- Joachim Veit
- Bob Versteegh
- Martin Christian Vogel
- Alexander Wagner
- Gerhard Weinberger
- Günther Weißenborn
- Fritz ter Wey
- Helmut Winschermann
- Karl Heinrich Wörner
- Lars Woldt
- Renate Zimmermann